# Spring för livet!
Spring för livet! (engelska: The Naked Runner) är en brittisk spionfilm från 1967 i regi av Sidney J. Furie. 
Filmen är baserad på Francis Cliffords roman Gatloppet.

## Handling
En före detta CIA-agent manipuleras till att döda en avhoppad brittisk agent i Östtyskland.

## Rollista i urval
- Frank Sinatra - Sam Laker
- Peter Vaughan - Martin Slattery
- Derren Nesbitt - överste Hartmann
- Nadia Gray - Karen Gisevius
- Cyril Luckham - ministern
- Toby Robins - Ruth
- Edward Fox - Ritchie Jackson
- Michael Newport - Patrick Laker